# Willi Fuggerer

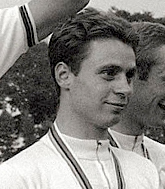
Willi Fuggerer (1964)

Willi Fuggerer (* 11. September 1941 in Nürnberg; † September 2015) war ein deutscher Radrennfahrer. 1964 gewann er gemeinsam mit Klaus Kobusch eine olympische Bronzemedaille im Tandemrennen.
Willi Fuggerer startete für den RC Herpersdorf. Schon als 14-Jähriger zog er wegen seiner extremen Schnelligkeit die Aufmerksamkeit auf sich; selbst gegen ältere und körperlich stärkere Gegner setzte er sich durch. Er gewann vier Jahre lang sämtliche bayerischen Meistertitel, die es für Jugendliche und später für Junioren auf den Kurzstrecken gab.
Im Lauf seiner gesamten Karriere gewann Fuggerer insgesamt neun deutsche Meistertitel bei den Amateuren in den Disziplinen Tandemrennen, Zeitfahren und im Sprint. 1964 errang der „schnelle Willi“ Fuggerer mit Klaus Kobusch den deutschen Meistertitel im Tandemfahren. Bei den Olympischen Spielen 1964 in Tokio vertraten die beiden Deutschland im Rahmen der gesamtdeutschen Mannschaft im Tandemrennen. Beide hatten sich in den Olympiaausscheidungsrennen im Bahnradradsport gegen die Fahrer aus der DDR durchgesetzt. Im olympischen Halbfinale unterlagen sie den späteren Olympiasiegern Angelo Damiano und Sergio Bianchetto aus Italien: Nach den ersten beiden Rennen stand es „unentschieden“. im dritten Rennen wurden die Deutschen wegen Verlassens des Sprintkorridors während des finalen Sprints disqualifiziert. Die beiden Rennen um den dritten Platz gewannen die beiden Deutschen gegen das niederländische Tandem und errangen die Bronzemedaille. Fuggerer später: „Die Bronzemedaille von Tokio war für mich zwar mein größter internationaler Erfolg, doch nachdem für uns Gold so greifbar nahe war, zugleich auch die größte Enttäuschung.“ Er startete außerdem auch im olympischen Sprintwettbewerb; hier erreichte er das Viertelfinale, wo er gegen den späteren Vierten, den Franzosen Pierre Trentin, ausschied.
Für seine sportlichen Leistungen wurde er am 11. Dezember 1964 mit dem Silbernen Lorbeerblatt ausgezeichnet.
Nach dem Ende seiner eigenen Laufbahn als aktiver Radrennfahrer blieb Willi Fuggerer seinem Heimatverein RC Herpersdorf verbunden und gab als Trainer, Betreuer und Berater seine Erfahrung an den Nachwuchs weiter. Im September 2015 starb er nach langer schwerer Krankheit im Alter von 73 Jahren.

## Berufliches
Fuggerer war viele Jahre in der Firma Zweirad Union in Nürnberg beschäftigt.